# Gabriel Careaga Medina
Gabriel Careaga Medina (15 de junio de 1941, Ciudad de México-12 de enero de 2004) fue un sociólogo y académico mexicano que destacó como ensayista, mostrando en sus obras a la política y sociedad mexicana. Falleció a los 62 años de edad, víctima de cáncer. Estudió sociología en la Universidad Nacional Autónoma de México (UNAM), y luego hizo maestría en economía en el Colegio de México. Fue durante 30 años profesor de la Facultad de Ciencias Políticas y Sociales de la UNAM.

## Importancia
Gabriel Careaga se caracterizó por brindar siempre un análisis corrosivo de la realidad mexicana. En su obra cumbre, Mitos y fantasías de la clase media, hace un esbozo dilapidador de lo que fue la clase media en los años 70 y 80. Su visión (siempre) demoledora e iconoclasta impide clasificar su obra (por diversa y libre), hecho que lo reflejan sus libros y su brillantísima cátedra en la UNAM, con las materias "Formación social mexicana" y "Teoría Social". Deja Careaga un legado imborrable de lo que la Sociología puede aportar en términos de imaginación y recreación de la realidad. A esta obra magna se suma, como complemento y espejo de esa realidad setentera del Distrito Federal, varias veces perdido, recobrado y vuelo a extraviar, Biografía de un joven de la clase media. Dicha historia, que la elaboró el maestro Careaga tratando de dibujar un retrato cuasi exacto de lo social-mítico y mágico de la clase media, logró no obstante una especie de mural de lo que fue la vida en la Ciudad de México, con su Zona Rosa herida, como él afirmaba, por la aparición de la estación Insurgentes del Metro.
Al buscar la verdad del mito, hurgando en la vida de los grandes mitos del siglo XX, encontró una verdad a medias, como si su búsqueda quedara incompleta, así como lo es todo mito: mitad cierto y falso a un mismo tiempo. El corpus teórico que aportó, indefinible como el maestro Careaga lo fue, constituyó un manantial que su época no estaba dispuesta ni a aceptar ni a reconocer. Nunca lo suficientemente valorado, tuvo la oportunidad de que sus ensayos acerca de la clase media fueran éxitos de librería. De una u otra manera, su deseo de entender la clase media era también un deseo legítimo de esa clase ahora casi extinta. Decenas de ediciones de sus libros son testimonio silencioso del gran talento y del enorme impacto que tuvo, en esos "quince minutos de fama" según Warhol, que muchos no llegamos a tener. A la distancia, la figura del maestro Gabriel Careaga queda como un faro en medio de este caos económico, social y cultural que, aunque vislumbró, ya no le tocó vivir en estos aciagos años con que ha empezado el "nuevo milenio". Mas pareciera que estuviéramos viviendo los albores de la Revolución Industrial pero ahora en su versión globalizada: como si dijéramos que Maquiavelo es el líder de la ONU.
Su trampa y su pasión fue siempre la ciudad, sobre todo Nueva York y la Ciudad de México. La concebía como un laberinto y tal vez como un escaparate del Liverpool Insurgentes donde los seres setenteros y (en su agonía) las imágenes de los años ochenta que fueron, sin saberlo, presagio de la sepultura discreta (sepultura al fin) de la clase "media-media" que se fue junto con nuestro peso del Morelos, aquel famoso 0.720 con plata, moneda, cultura y libertades que perdimos, sobreviviendo apenas la añoranza, a partir de entonces, de tantas cosas que dejamos de hacer, de pensar y de soñar. Y aunque siempre añoró la ciudad de los años cincuenta, siempre fue un hombre de su tiempo, radicalmente moderno.
Figura independiente del pensamiento, el profesor e investigador Gabriel Careaga dejó constancia de la intransigencia frente al poder absoluto, de la imaginación que despegaba en sus disertaciones de una Tenochtitlan que desapareció para dar lugar a uno de tantos Méxicos que han ido emergiendo y desapareciendo para los que morimos con nuestra versión del mismo. Su obra es un momento ineludible de reflexión profunda de lo mexicano, lo social y la fantasía con la que desciframos este acertijo que entendemos como "sociedad" en el México que fue y que, muy a nuestro pesar, seguirá transitando por el abismo de la globalizacíón, perdiendo su esencia para encontrar, en la mixtura, otras nuevas versiones de lo mexicano y los ecos perdidos que tan bien describió y criticó el maestro Gabriel Careaga en las aulas de la Facultad de Ciencias Políticas y Sociales.
Queda, asimismo, testimonio de su entrega absoluta a su práctica docente: Sus alumnos, aquellos que transitamos durante los 30 años en que él compartió con nosotros su saber, su discurso iluminado y luminoso, quedamos marcados por esa misma intransigencia ante la intolerancia de los tiranos y, muchas veces, de los libertadores. Un maestro como Careaga es insustituible y, por desgracia, indispensable. Solo nos quedan sus libros y los autores en los que encontró las ideas que luego tejería para erigir el lienzo de la clase media que, más que un objeto de estudio, se volvió su obsesión y su dilema. Era parte de ella y, al estilo de Viktor Frankl, se veía en el proceso mismo de su naufragio. Esos lentes que lo caracterizaron en sus diálogos y el aula invadida por su Vetiver de Guerlain, marcaron más que un año de clases con él. Nos marcaron de por vida: como si nos hubiera heredado a sus alumnos sus anteojos, pues después ¡ya no vimos nada igual!

## Libros
- Los intelectuales y la política en México, 1971
- Mitos y fantasías de la clase media en México, 1974
- Biografía de un joven de la clase media, 1977
- Erotismo, violencia y política en el cine, 1981
- Los espejismos del desarrollo: entre la utopía y el progreso, 1983
- Estrellas de cine: los mitos del siglo XX, 1984
- La ciudad enmascarada, 1985
- El siglo desgarrado. Crisis de la razón y la modernidad, 1988
- Sociedad y teatro moderno en México, 1994
- Cuba: el fin de una utopía, 2003

Como compilador
- Los intelectuales y el poder, 1972 (Textos de Charles Wright Mills et al.)
- Intelectuales, poder y revolución, 1982

Como coautor
- Los intelectuales y el poder, 1993 (Conversación con Gastón García Cantú)